# Falsologima verrucosa
Falsologima verrucosa är en tvåvingeart som beskrevs av Jezek 2005. Falsologima verrucosa ingår i släktet Falsologima och familjen fjärilsmyggor. Inga underarter finns listade i Catalogue of Life.